# Принуждение к занятию проституцией

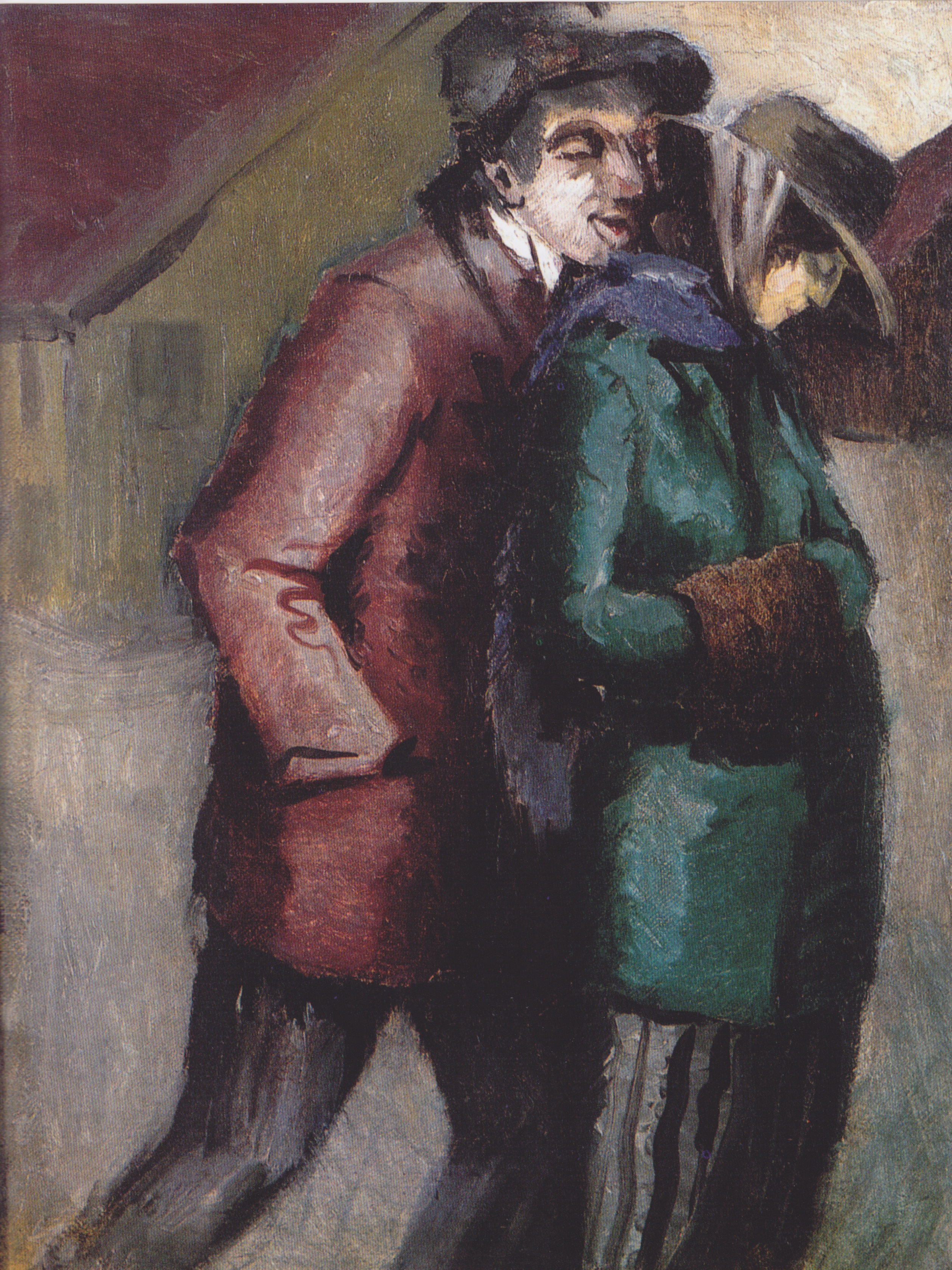
Принуждение к проституции, Аксель Вальдемар Йоханссон (1915)

Принудительная проституция — проституция в результате принуждения, вид сексуального рабства. Отличается от добровольной проституции, которую принято называть секс-работой. Термин «принудительная проституция» встречается в Римском статуте Международного уголовного суда, но применяется непоследовательно. «Принудительная проституция» относится к контролю над человеком, которого другой принуждает к сексуальной активности.

## Правовая ситуация
Принудительная проституция является незаконной согласно обычному праву во всех странах. Добровольная проституция может иметь разный правовой статус в разных странах: от полностью незаконного и караемого смертью до законного и регулируемого как профессиональная деятельность.
Если законность проституции взрослых зависит от юрисдикции, то детская проституция незаконна почти во всем мире.
В 1949 году Генеральная Ассамблея ООН приняла Конвенцию о пресечении торговли людьми и эксплуатации проституции третьими лицами. Она предусматривает наказание за сводничество и вовлечение в проституцию, а также за содержание публичных домов. На 2013 год Конвенцию ратифицировали 82 страны. Одна из основных причин, по которой она не была ратифицирована многими странами, заключается в том, что юридический термин «добровольный» имеет широкое определение в таких странах с легальной секс-индустрией, как Германия, Нидерланды, Новая Зеландия, Греция и Турция). В этих странах некоторые формы проституции и сутенёрства легальны и регулируются как профессиональные занятия.
Тринадцатая поправка отменила рабство в Соединённых Штатах Америки. Принудительная проституция и рабство похожи.

## Детская проституция
Детская проституция считается несогласованной и эксплуататорской, так как дети из-за своего возраста по закону не могут дать согласие. В большинстве стран, независимо от достижения ребёнком более низкого установленного законом возраста согласия, детская проституция является незаконной.
Обязаны запретить детскую проституцию государства-участники «Факультативного протокола о торговле детьми, детской проституции и детской порнографии». По определению Протокола ребёнок— любое человеческое существо до 18 лет, если более раннее совершеннолетие не признано законодательством страны. Протокол вступил в силу 18 января 2002 года, в 2013 году 166 государств являлись участниками Протокола, а ещё 10 государств подписали его, но ещё не ратифицировали.
Конвенция Международной организации труда (МОТ) (Конвенция № 104,1999 год, о наихудших формах детского труда) предусматривает, что использование, вербовка или предложение детей для занятий проституцией является одной из наихудших форм детского труда. Эта конвенция предусматривает для стран, ратифицировавших её, срочное прекращение этой практики.
В США любой акт коммерческого секса, вызванный силой, мошенничеством, принуждением или в котором лицо, вынужденное совершить такое действие, не достигло 18 лет — квалифицируется как «тяжелая форма торговли людьми» по «Закону о защите жертв торговли людьми и насилия 2000 года».
В более бедных странах детская проституция остается серьёзной проблемой из-за секс-туристов западного мира. Такие страны, как Таиланд, Камбоджа, Индия, Бразилия и Мексика —очаги сексуальной эксплуатации детей.

## Торговля людьми
Торговля людьми по всему миру происходит на мировых рынках труда и секса. Статистические данные о «конечном использовании» людей, ставших жертвами торговли людьми, часто ненадежны, поскольку они, как правило, преувеличивают долю секс-торговли. Торговля людьми на рынке секса приводит к принудительной проституции и сексуальному рабству. Согласно отчету Управления ООН по наркотикам и преступности странами назначения жертв торговли людьми являлись (2007 год) Таиланд, Япония, Израиль, Бельгия, Нидерланды, Германия, Италия, Турция и США.
Основными источниками торговли людьми являлись (2007 год) Таиланд, Китай, Нигерия, Албания, Болгария, Беларусь, Молдова и Украина. Жертв кибер-секс-торговли перевозят из стран-источников торговли людьми, а затем принуждают к совершению сексуальных действий или насилуют перед веб-камерой в прямых трансляциях.
Согласно отчету Управления ООН по наркотикам и преступности за 2010 год во всём мире:
- сексуальная эксплуатация —79 % выявленных жертв торговли людьми
- доля принудительного труда —18 %
- другие формы эксплуатации —3 %.

Данные 2011 года предварительной Европейской комиссия — 75 % жертв торговли людьми были проданы в целях сексуальной эксплуатации, а остальные — для принудительного труда или других форм эксплуатации.
Отделение принудительной проституции от добровольной (секс-работа) затруднено.
Согласно отчету Государственного департамента США (2008 год): ежегодно (исследования 2006 года) 600 000—800 000 человек становились жертвами торговли людьми через национальные границы, и это не включало миллионы людей, ставших жертвами торговли людьми внутри своих собственных стран. ~80 % транснациональных жертв составляли женщины и девочки, и до 50 % — несовершеннолетние, большинство транснациональных жертв становятся объектами коммерческой сексуальной эксплуатации. В докладе Европейской комиссии за 2014 год установлено, что с 2010 по 2013 год в общей сложности 30 146 человек были зарегистрированы в качестве жертв торговли людьми в 28 государствах-членах Европейского Союза; из них 69 % стали жертвами сексуальной эксплуатации.
При этом, невзирая на статистику, журнал The Economist заявил, что лишь небольшая часть проституток были жертвами торговли людьми и стали проститутками против их воли (2004 год).
Торговля людьми усиливается перед важными спортивными мероприятиями, такими как Суперкубок или чемпионат мира по футболу.
Протокол о предотвращении, пресечении и наказании за торговлю людьми, особенно женщинами и детьми (Палермский протокол) определяет торговлю людьми как:
- вербовку, транспортировку, передачу, укрывательство или получение людей
- посредством угрозы или применения силы или других форм принуждения, похищения, мошенничества, обмана, злоупотребления властью или уязвимого положения или предоставления или получения платежей или выгоды.

Не учитывается какая доля людей подверглась торговле людьми из-за их уязвимости (экономическая уязвимость или сексуальная уязвимость).
Проституция в том виде, в котором она действительно практикуется в мире, обычно обладает признаками торговли людьми. Однако организация Save the Children рассматривает явную торговлю людьми и проституцию как разные проблемы.
Противоречия и путаница сопровождает рассмотрение проституции как нарушение основных прав человека как взрослых, так и несовершеннолетних, тем не менее проституция приравнивается к сексуальной эксплуатации как таковой. С этой точки зрения торговля людьми и проституция сливаются друг с другом.

## Отношение к добровольности проституции
Существуют три точки зрения на добровольную проституцию:
- аболиционизм (когда проститутка считается жертвой),
- регулирование (когда проститутка считается секс-работницей)
- запретительный подход (когда проститутка считается преступницей).

Аболиционизм
Сторонники аболиционизма (радикальные феминистки, Андреа Дворкин, Мелисса Фарли, Кэтрин Маккиннон) утверждают, что большинство проституток принуждаются к проституции:
- напрямую сутенёрами и торговцами людьми
- косвенно из-за бедности, наркозависимости, и других личных проблем.

Косвенное принуждение к проституции осуществляется патриархальными социальными структурами и властными отношениями между мужчинами и женщинами.
В проститутки идут из-за бедности, отсутствия образования и возможностей трудоустройства. Нет различия между «свободной» и «принудительной», «добровольной» и «принудительной» проституцией, поскольку любая форма проституции является нарушением прав человека, оскорблением женственности, проституцию нельзя считать достойным трудом. Французская Партия зеленых утверждает: "Понятие «свободного выбора» проститутки относительно в обществе, где гендерное неравенство институционализировано. Проституция — это практика, которая в конечном итоге приводит к психическому, эмоциональному и физическому разрушению женщин. В результате таких взглядов на проституцию Швеция, Норвегия, Исландия первыми приняли законы, которые криминализируют клиентов проституток, но не самих проституток.
Регулирование
Сторонники легализации считают, что проститутки сделали свободный выбор заниматься проституцией, поэтому называют проституцию секс-работой (Маришка Майор, бывшая проститутка и основательница Информационного центра проституции из Амстердама).
Делается вывод о том, что большинство женщин принимают решение заниматься проституцией сами.
По мнению сторонников регулирования:
- проституция должна рассматриваться как законная деятельность, как профессия в секс-индустрии, которую необходимо признавать и регулировать
- проститутки это секс-работники, чьи права надо защищать, а злоупотребления против них предотвращать
- работники секс-индустрии должны пользоваться льготами, аналогичными тем, которые предоставляются другим профессиям.

С середины 1970-х годов секс-работники по всему миру организовались, требуя декриминализации проституции, равной защиты перед законом, улучшения условий труда, права платить налоги, путешествовать и получать социальные льготы, такие как пенсии. Всемирная хартия прав проституток (1985 год), разработанная «Международным комитетом по правам проституток», призывает к декриминализации «всех аспектов проституции взрослых, являющихся результатом индивидуального решения». В результате таких взглядов на проституцию такие страны, как Германия, Нидерланды и Новая Зеландия полностью легализовали проституцию.
Различия между секс-работой и принудительной проституцией (по мнению членов организации Фонды «Открытое общество»):
- секс-работа осуществляется по согласию взрослых
- акт продажи или покупки сексуальных услуг не является нарушением прав человека.

Критика взгляда на добровольную проституцию, как на трудовые отношения, заключается в том, что общепринятый труд не приносит такого ущерба для здоровья трудящегося и его душевного состояния, как проституция.

## Правовая дискриминация
Сексуальная дискриминация случается и в добровольной проституции (секс-работа), и в принудительной. Исторически преступления, классифицируемые как насилие над женщинами и связанные с проституцией и секс-работой, воспринимались законом менее серьёзно, чем другие преступления (сексизм в подходе правовой системы к этим делам).
Даже в США гендерное насилие — это серьёзная форма дискриминации, которая просочилась сквозь множество трещин в правовой системе Соединённых Штатов. А конституционная защита женщин от дискриминации отсутствует.
Арест мужчин за приставание к проститутке не является преступлением на гендерной почве.
Существуют большие расхождения между количеством арестов проституток и количеством арестов клиентов:
- 70 % арестов, связанных с проституцией, приходится на женщин-проституток
- 10 % арестов, связанных с проституцией, приходится на мужчин/клиентов.

Несовершеннолетних и жертв принудительной проституции арестовывают и обвиняют жертв вместо того, чтобы предложить им ресурсы.
Арестованные клиенты могут заплатить за своё освобождение, в то время как женщина может не иметь такой возможности. Это порождает цикл насилия в отношении женщин, поскольку исход ситуации благоприятствует мужчине. Так, женщинам предъявляют обвинение в предложении заняться проституцией, даже если известно, что они жертвы торговли людьми в целях сексуальной эксплуатации. Криминализация проституции часто приводит к многократному аресту женщин. Молодые женщины и девочки имеют гораздо более высокую вероятность быть арестованными за проституцию, чем мальчики в целом, а женщины, ставшие жертвами торговли людьми, часто подвергаются многократному аресту, регистрируются как сексуальные преступники и помещаются в специальные учреждения. Отсутствие реабилитации, предоставляемой женщинам после опыта торговли людьми в целях сексуальной эксплуатации, способствует возникновению циклов арестов, с которыми сталкивается большинство женщин, занимающихся проституцией.

## Глобальная ситуация

### Европа
В Европе, после падения железного занавеса в 1991 году, страны бывшего Восточного блока (Албания, Молдова, Болгария, Россия, Беларусь и Украина) были признаны основными странами-поставщиками для торговли женщинами и детьми. Молодых женщин и девушек заманивали в более богатые страны обещаниями денег и работы, а затем отправляли в сексуальное рабство.
2/3 женщин, продаваемых в целях проституции во всем мире, —из Восточной Европы и Китая, 3/4 из них никогда раньше не работали проститутками.
Странами-назначения (2013 год) являлись Бельгия, Нидерланды, Германия, Италия, Турция, Ближний Восток (Израиль, Объединенные Арабские Эмираты), Азия, Россия и США.

### Америка

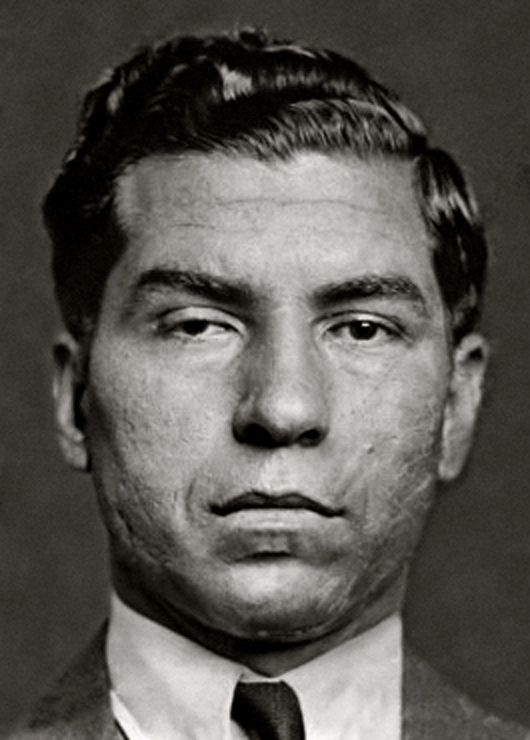
Гангстер Лаки Лучано был осужден за принуждение к занятию проституцией и рэкет проституции в США в 1936 году.

В Мексике множество преступных организаций заманивали, захватывали женщин и использовали их в публичных домах. Бесполезные для организаций женщины часто убивались. Преступные организации часто фокусируются на бедных, безработных девушках. Приманкой являются предложения постоянной работы на уличных рекламных щитах и плакатах. В некоторых городах, таких как Сьюдад-Хуарес, существовала особенно высокая степень коррупции на всех уровнях социальной лестницы (полиция, суды), что затрудняло борьбу с этой преступной деятельностью. Отели, где содержатся женщины, были известны полиции, но не подвергались рейдам и не закрывались. Мошеннические предложения о работе также не расследовались активно. Некоторые НПО, такие как «Nuestras Hijas de Regreso a Casa AC», пытаются дать отпор, часто без особого успеха.
В США в 2002 году Государственный департамент США оценил ежегодные масштабы завозимых насильно в США для сексуальной эксплуатации женщин в 50 000 человек. Бывший госсекретарь Колин Пауэлл заявил, что «здесь и за рубежом жертвы торговли людьми трудятся в нечеловеческих условиях». – в публичных домах, потогонных цехах, на полях и в частных домах. Помимо жертв международной торговли людьми, американских граждан также принуждают заниматься проституцией. По данным Национального центра по делам пропавших и эксплуатируемых детей, от 100 000 до 293 000 детей рискуют стать сексуальным товаром.

#### В тюрьме
Трансгендерные женщины в мужских тюрьмах сталкиваются с риском принудительной проституции как со стороны тюремного персонала, так и со стороны других заключенных. Транс-женщинам, которые физически сопротивляются ухаживаниям клиента, часто предъявляют уголовные обвинения в нападении и помещают в одиночную камеру, причем обвинение в нападении затем используется для продления срока пребывания женщины в тюрьме и отказа в её условно-досрочном освобождении. Эта практика известна как «V-кодирование» и описана как настолько распространенная, что фактически является «центральной частью приговора транс-женщине».

### Ближний Восток
Восточноевропейских женщин продают в несколько стран Ближнего Востока (включая Турцию и Объединённые Арабские Эмираты). До 2004 года Израиль был местом торговли людьми для секс-индустрии.
Большое количество иракских женщин, бежавших от войны в Ираке, обратились к проституции, в то время как другие были проданы за границу, в такие страны, как Сирия, Иордания, Египет, Катар, Объединённые Арабские Эмираты, Турция и Иран. Только в Сирии около 50 000 иракских девушек и женщин-беженок, многие из которых вдовы, стали проститутками. Сирия, до гражданской войны в Сирии, была популярным местом для секс-туристов. Клиенты приезжали из более богатых стран Ближнего Востока. За девственниц предлагаются высокие цены.

### Азия
В Азии Япония — основная страна назначения для женщин, ставших жертвами торговли людьми, особенно из Филиппин и Таиланда. С 2001 года Япония классифицируется, как страна «уровня 2». По состоянию на 2009 год примерно от 200 000 до 400 000 человек были проданы через Юго-Восточную Азию, большая часть из которых была предназначена для проституции. Обычно тайских женщин заманивают в Японию и продают в бордели, контролируемые якудза, где их заставляют отрабатывать свою цену. В Камбодже по крайней мере четверть из 20 000 людей, работающих проститутками, — дети, причем некоторым из них всего 5 лет (2013 год). По оценкам ЮНИСЕФ, к концу 1990-х годов на Филиппинах насчитывалось 60 000 детей-проституток, наиболее известными («печально известны» тем, что предлагают секс с детьми) были бордели Анхелеса.
Динамика вывоза девочек из Непала:
- до 2009 года от 6000 до 7000 девочек в год
- после 2009 года от 10 000 до 15 000 в год.

В Южной Индии и восточно-индийском штате Одиша практикуется ритуальная проституция девадаси с аналогичными традиционными формами, такими как басави. Сначала посвящают девочек-подростков, в основном из деревень, в ритуальный брак с божеством в храме. Затем они работают в храме и действуют как духовные наставники, танцоры и проститутки, обслуживающие преданных-мужчин в храме. В отчетах Human Rights Watch утверждается, что девадаси принуждают к этой службе и, по крайней мере, в некоторых случаях, к занятиям проституцией для представителей высших каст. Правительства различных штатов Индии приняли законы, запрещающие эту практику. Однако традиция продолжается в некоторых регионах Индии, особенно в штатах Карнатака и Андхра-Прадеш.

#### Северная Корея
Северокорейское государство занимается принуждением к проституции (киппомджо) девочек начиная с 14 лет. Не все киппомджо работают проститутками; неясно имеет ли место детская проституция. Другие занятия киппомджо — это массаж, пение и танцы в полуобнаженном виде. Северокорейские власти сурово наказывают или даже убивают репатриированных проституток, а также убивают их детей, рождённых от китайцев.

## История
Принудительная проституция существовала на протяжении всей истории.
Федон из Элиды был знатного происхождения. В юности он был взят в плен, передан в руки афинского работорговца, после чего был вынужден заниматься мужской проституцией. Он был знаком с Сократом, по свидетельству Диогена Лаэртского его выкупил один из друзей Сократа. Он появляется в диалоге Платона «Федон», позже стал самостоятельным крупным философом.
Бесчисленное множество других рабов, мужчин и женщин, прожили свою жизнь в постоянной проституции. Институт рабства позволял хозяину не спрашивать согласия раба на секс. Хозяева могли и часто принуждали своих рабов к сексу, но также имели возможность принудить раба к прибыльной проституции. У рабов не только не было выбора, но и они не получали никакой выгоды от оплаты, которую клиенты получали за их сексуальные услуги.

### Война Канудуса в Бразилии
Война Канудус (1895—1898 гг.) — закончилась массовыми зверствами. Выжившие женщины были взяты в плен и отправлены в бордели Сальвадора.

### Нацистская Германия
Немецкие военные бордели были созданы Третьим рейхом во время Второй мировой войны на большей части оккупированной Европы для солдат Вермахта и СС. До 1942 года в оккупированной немцами Европе действовало около 500 подобных военных публичных домов, обслуживающих путешествующих солдат и тех, кто был отозван с фронта. Согласно записям, по меньшей мере 34 140 европейских женщин были вынуждены работать проститутками во время немецкой оккупации своих стран вместе с женщинами-узницами борделей концентрационных лагерей. Во многих случаях в Восточной Европе вовлеченные женщины были похищены на улицах оккупированных городов во время облав.
Во время Второй мировой войны нацистская Германия создала в концентрационных лагерях публичные дома (Лагерные бордели), как стимул для заключенных к сотрудничеству. Их посещали капо, «заключенные-функционеры» и преступные элементы, а обычные заключенные были слишком ослаблены. Лагерные бордели не привели к заметному повышению производительности труда заключенных. Женщины в этих борделях были в основном выходцами из концентрационного лагеря Равенсбрюк, за исключением Освенцима, где работали собственные заключённые. По оценкам, в сочетании с немецкими военными борделями во время Второй мировой войны по меньшей мере 34 140 женщин-заключенных были принуждены к сексуальному рабству во время Третьего рейха. Были случаи, когда еврейских женщин принуждали к такой проституции, тем самым нарушая собственные Нюрнбергские законы.

### Женщины для комфорта

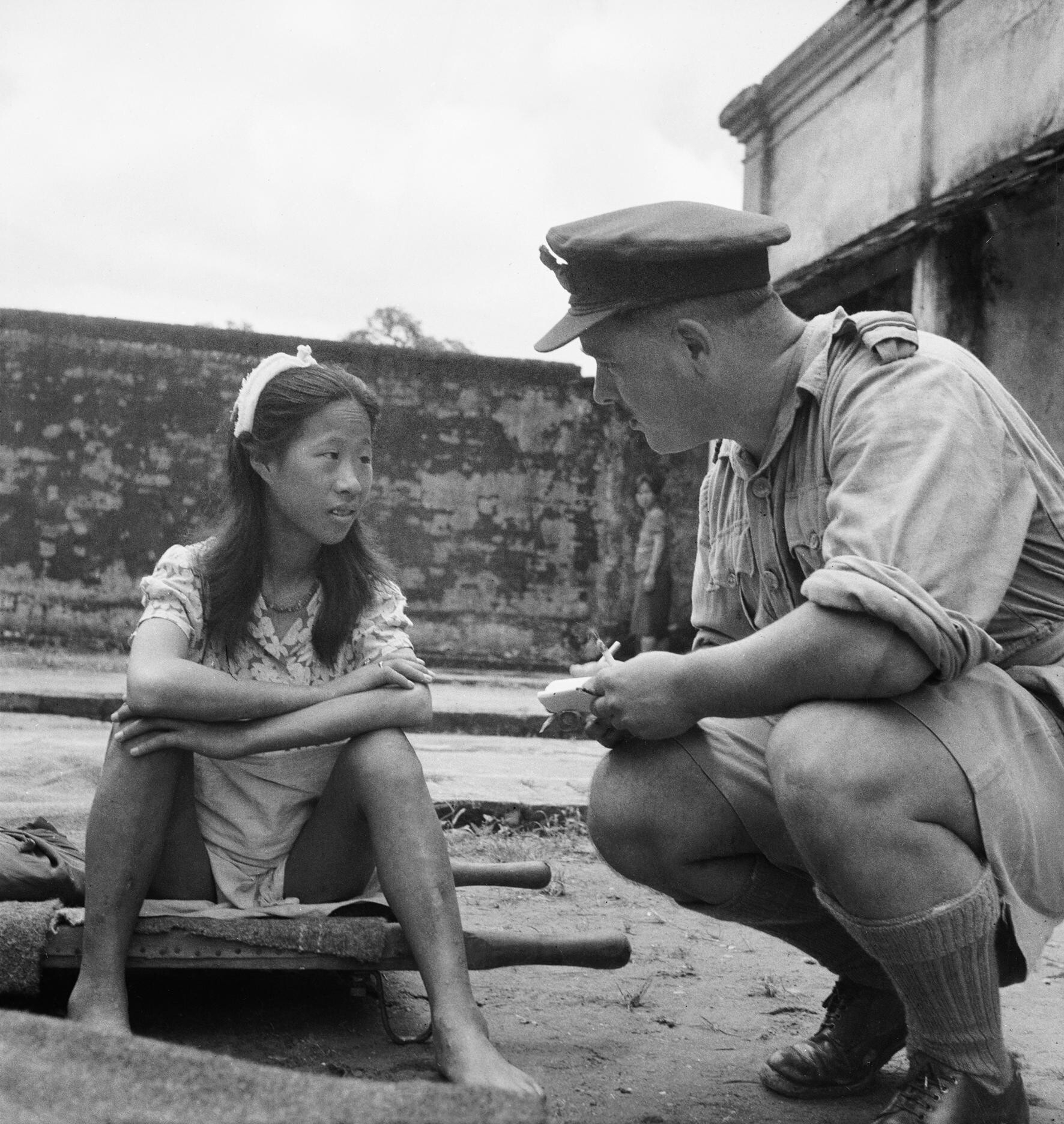
Рангун, Бирма. 8 августа 1945 года. Молодая китаянка из одного из «батальонов комфорта» Императорской японской армии дает интервью офицеру союзников.

«Женщины для утешения» — это эвфемизм для женщин из публичных домов, особенно в японских вооруженных силах во время Второй мировой войны.
В них участвовало около 200 000 человек (по оценкам японских ученых — 20 000, по оценкам китайских учёных— 410 000). Большинство из них были выходцами из Кореи, Китая, Японии и Филиппин, но были также и женщины из Таиланда, Вьетнама, Малайзии, Тайваня, Индонезии, Восточного Тимора и других оккупированных Японией территорий. «Станции утешения» располагались в Японии, Китае, на Филиппинах, в Индонезии, затем в Малайзии, Таиланде, затем в Бирме, затем в Новой Гвинее, Гонконге, Макао и на территории тогдашнего Французского Индокитая.
Молодые женщины из стран, находящихся под контролем японской империи, были похищены из своих домов. В некоторых случаях женщин также вербовали с предложениями работать в армии. Документально подтверждена вербовка женщин силой. Однако японский историк Икухико Хата заявил, что японское правительство или военные не проводили организованной принудительной вербовки женщин для утех.
Число и характер женщин для утех активно обсуждаются, и этот вопрос по-прежнему носит крайне политический характер как в Японии, так и в остальной части Дальневосточной Азии.
Многие военные бордели управлялись частными агентами и контролировались корейской полицией. Утверждается, что Императорская японская армия и флот были прямо или косвенно вовлечены в принуждение, обман, заманивание, а иногда и похищение молодых женщин в азиатских колониях и оккупированных территориях Японии.

## Международное законодательство
- Конвенция МОТ о принудительном труде 1930 года (№ 29)
- Конвенция МОТ об отмене принудительного труда 1957 года (№ 105)
- Конвенция МОТ о минимальном возрасте 1973 года (№ 138)
- Конвенция МОТ о наихудших формах детского труда, 1999 г. (№ 182)